# Kyle Calder
Kyle Charles Calder (Mannville, 5 gennaio 1979) è un ex hockeista su ghiaccio canadese.

## Carriera
In NHL ha indossato le maglie di Chicago Blackhawks (1999/2000, 2000-2004, 2005/06), Philadelphia Flyers (2006/07), Detroit Red Wings (2006/07), Los Angeles Kings (2007-2009) e Anaheim Ducks (2009/10).

## Palmarès

### Mondiali
- 1 medaglia:
  - 1 oro (Finlandia 2003)

### Mondiali giovanili
- 1 medaglia:
  - 1 argento (Canada 1999)